# Golden Lions
Die Golden Lions (dt. die Goldenen Löwen; früher Transvaal genannt; aus Sponsoringgründen auch als Emirates Lions bezeichnet, Afrikaans: Goue Leeus) sind eine südafrikanische Rugby-Union-Mannschaft. Sie spielt im Currie Cup und ihr Spielbetrieb wird von der Golden Lions Rugby Union (GLRU) organisiert. Die Heimspiele werden im Emirates Airline Park (Ellis Park) in Johannesburg ausgetragen. Der Verband stellt Spieler für das Franchise-Team Lions, das im international besetzten Super 15 spielt.

## Geschichte
Die GLRU wurde 1889 gegründet und gehört damit zu den ältesten Regionalverbänden Südafrikas. Das erste Spiel bestritt man am 31. August des Jahres gegen die Griquas. 1922 gewann das Team erstmals den Currie Cup. Es folgten sieben alleinige Siege sowie ein geteilter. 1993 gewannen die Golden Lions die Super 10, der Vorgängerwettbewerb des Super 14. Die damalige Mannschaft gilt als stärkste Auswahl Transvaals in der Geschichte, da sie 22 Spiele in Folge gewinnen konnte.
1928 gelang es den Golden Lions, die neuseeländischen All Blacks zu schlagen. Des Weiteren stehen fünf Siege gegen die British and Irish Lions, drei gegen die australischen Wallabies sowie jeweils ein Erfolg gegen Frankreich und England zu Buche. Bis heute gingen über 150 Springboks aus der Region hervor.
1997 benannte sich der Verband von Transvaal Rugby Union zu Gauteng Lions um, um ein Jahr später den Namen in Golden Lions zu ändern.

## Erfolge
Sieger Currie Cup: 1922, 1939, 1950, 1952, 1971*, 1972, 1993, 1994, 1999, 2011, 2015
* In diesem Jahr teilten sich die Golden Lions den Sieg mit den Blue Bulls.
Sieger Super 10: 1993

## Bekannte aktuelle und ehemalige Spieler
- Jacques Cronje
- Jannie du Plessis
- Jaque Fourie
- Enrico Januarie
- Francois Pienaar
- André Pretorius
- CJ van der Linde
- Joe van Niekerk
- Kobus Wiese